# Kráľovohoľské Tatry
Kráľovohoľské Tatry este o arie protejată (arie specială de conservare — SAC, sit de importanță comunitară — SCI) din Slovacia întinsă pe o suprafață de 30.478,97 ha, integral pe uscat.

## Localizare
Centrul sitului Kráľovohoľské Tatry este situat la coordonatele 48°56′00″N 19°58′45″E / 48.933299°N 19.979038°E.

## Înființare
Situl Kráľovohoľské Tatry a fost declarat sit de importanță comunitară în aprilie 2004 pentru a proteja 4 specii de plante și 40 de specii de animale. Situl a fost protejat și ca arie specială de conservare în martie 2004.

## Biodiversitate
Situată în ecoregiunea alpină, aria protejată conține 21 de habitate naturale: Formațiuni ierboase bogate în specii de Nardus, dezvoltate pe substraturi silicioase în zone montane (și în zone submontane, în Europa continentală), Păduri aluvionare cu Alnus glutinosa și Fraxinus excelsior (Alno-Padion, Alnion incanae, Salicion albae), Păduri calcicole cu Pinus sylvestris din Carpații Occidentali, Păduri de fag Asperulo-Fagetum, Păduri de fag din Europa Centrală dezvoltate pe sol calcaros cu Cephalanthero-Fagion, Fânețe montane, Pante stâncoase silicioase cu vegetație casmofită, Peșteri inaccesibile publicului, Mlaștini turboase de tranziție și turbării mișcătoare, Pajiști alpine și boreale, Păduri pe pante, grohotișuri și ravene de Tilio-Acerion, Fânețe de joasă altitudine (Alopecurus pratensis, Sanguisorba officinalis), Păduri de fag subalpine medio-europene cu Acer și Rumex arifolius, Păduri de fag Luzulo-Fagetum, Păduri acidofile de Picea de la nivel montan la nivel alpin (Vaccinio-Piceetea), Tufărișuri cu Pinus mugo și Rhododendron hirsutum (Mugo-Rhododendretum hirsuti), Liziere de ierburi înalte hidrofile de câmpie și de nivel montan până la alpin, Mlaștini alcaline, Mlaștini împădurite, Grohotișuri silicioase de la nivelul montan până la nivelul zăpezii (Androsacetalia alpinae și Galeopsietalia ladani), Pajiști boreale și alpine pe substrat silicios.
La baza desemnării sitului se află mai multe specii protejate:
- plante (4): clopțelul cu frunze de crin (Adenophora lilifolia), Buxbaumia viridis, Campanula serrata, curechi de munte (Ligularia sibirica)
- păsări (19): gâscă de semănătură (Anser fabalis), fâsă de pădure (Anthus spinoletta), înăriță (Carduelis flammea), mugurar roșu (Carpodacus erythrinus), Charadrius morinellus, erete vânăt (Circus cyaneus), erete cenușiu (Circus pygargus), presură de stuf (Emberiza schoeniclus), becațină comună (Gallinago gallinago), Gallinago media, mierlă de piatră (Monticola saxatilis), pietrar sur (Oenanthe oenanthe), potârniche (Perdix perdix), pitulice verzuie (Phylloscopus trochiloides), Plectrophenax nivalis, Prunella collaris, mărăcinar negru (Saxicola torquatus), cocoș de mesteacăn (Tetrao tetrix), fluturașul de stâncă (Tichodroma muraria)
- amfibieni (2): izvoraș-cu-burta-galbenă (Bombina variegata), Triturus montandoni
- mamifere (11): liliac cârn (Barbastella barbastellus), lupul (Canis lupus), vidră de râu (Lutra lutra), râs eurasiatic (Lynx lynx), Marmota marmota latirostris, șoarece de tatra (Microtus tatricus), liliac cu urechi mari (Myotis bechsteinii), liliac de iaz (Myotis dasycneme), liliac comun (Myotis myotis), liliacul mic cu potcoavă (Rhinolophus hipposideros), urs brun (Ursus arctos)
- nevertebrate (7): Boros schneideri, Carabus variolosus, Cucujus cinnaberinus, Leptidea morsei, Pseudogaurotina excellens, Rosalia alpina, Vertigo geyeri
- pești (1): zglăvoacă (Cottus gobio)

Pe lângă speciile protejate, pe teritoriul sitului au mai fost identificate 18 specii de plante, 1 specie de păsări, 28 de specii de mamifere, 1 specie de nevertebrate, 1 specie de pești.